# Николай Озерецковски
Николай Яковлевич Озерецковски (на руски: Николай Яковлевич Озерецковский) е руски учен, естественик, пътешественик-изследовател, член на Петербурската академия на науките (1782).

## Произход и години на учение (1750 – 1767)
Роден е през 1750 година в село Озерецкое, Московска губерния, Руска империя, в семейство на свещеник. На 8-годишна възраст постъпва в семинарията на Троицко-Сергиевската лавра, където учи 10 години. През 1767 г., като един от най-добрите възпитаници на семинарията, е изпратен в Петербург за нуждите на Академията на науките, която през тези години организира редица експедиции в Русия.

## Експедиционна дейност (1768 – 1772)
От 1768 до 1772 взема участие в експедицията на академик Иван Иванович Лепьохин, като част от маршрутите по Беломорието и Колския полуостров провежда самостоятелно.
През пролетта на 1771 е изпратен от Лепьохин в Архангелск, за да изучи „птиците, рибите и други продукти на Бяло море“. По пътя натам изследва реките Тура и Ляля (от системата на Тавда) и описва няколко върха в Урал. Пресича планината и достига до Соликамск в басейна на река Кама. През лятото на 1771 изследва Мурманския бряг от устието на река Поной до Колския залив (69°09′ с. ш. 33°30′ и. д. / 69.15° с. ш. 33.5° и. д.), оттам по река Кола (86 км) и през четири езера, в т.ч. Имандра (812 км2), се добира до Кандалакшкия залив, като по този начин пресича Колския полуостров от север на юг.
През лятото на 1772 г. с лодка изследва южния и източния бряг на Чешката губа (67°30′ с. ш. 46°30′ и. д. / 67.5° с. ш. 46.5° и. д.) и Индигския залив (67°44′ с. ш. 48°35′ и. д. / 67.733333° с. ш. 48.583333° и. д.) до нос Свети Нос (67°54′ с. ш. 48°35′ и. д. / 67.9° с. ш. 48.583333° и. д.). Събира обширен естествено-научен, етнографски, археоложки и статистически материал.

## Следващи години (1772 – 1827)
След завръщането си от експедицията в Северна Русия е изпратен от Петербургската академия на науките зад граница за повишаване на знанията си. Учи в Лайденския, а след това в Страсбургския университет, където се занимава с химия, анатомия и ботаника. През 1778 защитава докторска дисертация по медицина и след завръщането си в Петербург през 1779 става доцент (по онова време „адъюнкт“) по естествена история.
През 1785 г., по поръчение на Академията на науките, изследва Ладожкото, Онежко и Илменското езера и водопада Кивач (11 м) на река Суна. През 1805 отново изследва езерото Илмен (982 кв. км), а през 1814 – горното течение на Волга и езерото Селигер (270 кв. км).
В университета умно, ясно и увлекателно чете лекции по зоология, биология и ентомология. Пише стихове и проза в различни издания, преподава литература в горните класове в няколко училища в Петербург.
През 1801 г., заедно с други двама академици, представя пред император Александър I доклад за вършените нарушения в Академията на науките и начините и средствата за тяхното премахване. През 1802 е назначен за член на Комисията за училищата. С негово активно участие са изработени уставите на Академията на науките, университетите, гимназиите и училищата.
Чуждестранен член е на 14 дружества от различни държави.
Умира в Санкт Петербург на 12 март 1827 година.

## Трудове
- „Описание Колы и Астрахани из сочинении Н.Озерецковского“ (1804);
- „Путешествие академика Ивана Лепехина в 1772 году“ (1805);
- „Обозрение мест от Санкт-Петербурга до Старой Русы“ (1808);
- „Путешествие академика Н.Озерецковского по озерам Лодожскому, Онежскому и вокруг Ильменя“ (1812);
- „Путешествие на озеро Селигер“ (1817).